# Ингибиторная обработка воды
Ингибиторная обработка воды — способ борьбы с присутствующими в любой воде растворёнными соединениями меди, кальция, магния, железа, марганца, которые образуют отложение солей, изменение цвета воды, коррозию, снижение давления в сети.
Обработка воды ингибиторами накипеобразования и коррозии позволяет увеличить эффективность работы теплоэнергетического оборудования.
1960-е — начало применения органофосфоновых кислот и их производных органофосфонатов как ингибиторов накипеобразования и коррозии. Широкое распространение получили препараты, имеющие в составе оксиэтилидендифосфоновая кислоту, нитрилотриметилфосфоновая кислоту и их производные.
Безопасное и при этом эффективное применение ингибиторов коррозии возможно только при правильном дозировании препаратов.
Ингибиторная обработка воды чаще всего используется в сфере теплоснабжения, ГВС, а также в промышленных целях.